# (134010) 2004 VW28
134010 (2004 VW28) là một tiểu hành tinh vành đai chính được phát hiện ngày 7 tháng 11 năm 2004 bởi James Whitney Young ở Đài thiên văn Núi bàn gần Wrightwood, California.